# Argentinas provinser
Argentina består af 23 provinser (provincias, entall – provincia), og et føderalt distrikt (før 1994: Distrito federal), markeret med et*:
| 1. Buenos Aires * 2. Provincia de Buenos Aires 3. Catamarca 4. Chaco 5. Chubut 6. Córdoba 7. Corrientes 8. Entre Ríos 9. Formosa 10. Jujuy 11. La Pampa 12. La Rioja 13. Mendoza | 1. Misiones 2. Neuquén 3. Río Negro 4. Salta 5. San Juan 6. San Luis 7. Santa Cruz 8. Santa Fe 9. Santiago del Estero 10. Tierra del Fuego, Antártida e Islas del Atlántico Sur 11. Tucumán |

Provinsenerne er delt ind i departementer, med undtagelse af Buenos Aires provins (Provincia de Buenos Aires), som er delt ind i partidos.

## Historie
Den 27. juli 1955 fik en række territorier i Argentina ændret status til provinser.